# Turi, der Wanderlappe
Turi, der Wanderlappe ist ein deutscher Stummfilm aus dem Jahr 1913.

## Handlung
Die Geschichte spielt im Norden Skandinaviens, in Lappland. Dort ziehen deren Ureinwohner mit ihren Rentierherden umher, immer auf der Suche nach schneefreien Weidegründen. Um seiner Tochter dieses mühselige Nomadenleben zu ersparen, entscheidet sich der Lappe Turi dazu, seine Tochter Maja in die Obhut des Pfarrers Holm zu geben, auf das er sich um sie kümmere. Holm verspricht, Maja wie ein eigenes Kind zu behandeln, und so kann sich Turi ruhigen Herzens auf den Weg mit seinen Rentieren durch die winterverschneite Tundra machen. Pfarrer Holm bringt Maja die Grundformen des zivilisierten Lebens bei, und das Mädchen findet im Geigenspiel ihr ganz persönliches Glück. Dennoch fühlt sie sich einsam und, angesichts anderer Lappenmädchen, mit denen sie sich vergleicht, zurückgesetzt und ungeliebt.
Eines Tages besucht der Arzt Dr. Engström das Pfarrhaus. Holm fragt ihn, ob er ein Mittel gegen Majas Heimweh und Unglücklichsein besitze. Der Mediziner empfiehlt lediglich frische Luft und Bewegung. Bald kommen sich der Doktor, der ebenfalls ein Freund der Musik ist, und Maja einander näher. Als sich Maja sich wieder einmal heimlich zum vereisten Wasserfall fortbegibt, um dort der in ihrer Einsamkeit geborenen Traurigkeit zu frönen, folgt ihr Dr. Engström heimlich. Als er sie dort umarmt und küsst, weiß das junge Mädchen, dass auch sie geliebt und glücklich sein wird. Schließlich heiraten beide, und Maja wird Mutter einer Tochter. Eines Tages muss Dr. Engström zwecks Auffüllens seines Medizinvorrats in die nächste, drei Tage entfernt liegende Stadt reisen. In dieser Zeit der Einsamkeit findet Maja Zeit und Muße über ihren Vater nachzudenken.
Turi hat in der Zwischenzeit mit streunenden Wölfen zu tun. Diese hat die Rentierherde auseinandergetrieben und vermutlich auch einzelne Tiere gerissen. Bei den Lappen ist es Tradition, den Wolf nicht einfach mit dem Gewehr zu töten; erst einmal muss er mit einem Lasso eingefangen werden. Diese aufwendige Hatz macht es Turi unmöglich, seine Tochter zu besuchen, obwohl er große Sehnsucht nach Maja hat. So dauert es über ein Jahr, bis Turi sich wieder auf den Weg zu Pfarrer Holm machen kann, wo er seine Tochter in guten Händen glaubt. Auch Maja hält es vor Sehnsucht nach ihrem Vater und der Liebe zum Nomadenleben, das trotz der an ihr unternommenen Zivilisationsversuche noch immer tief in ihr steckt, nicht mehr aus und folgt Turi zurück in die Wildnis. Da der heimgekehrte Engström seine Frau und das gemeinsame Kind nicht auffindet und nur Majas am Wasserfall liegende Tuch entdeckt, nimmt er an, dass die beiden an dieser Stelle verunglückt und ertrunken sind. 
Obwohl das Nomadenleben das ist, was Maja für sich und ihr Kind gewählt hat, vermisst sie auch ein wenig die Zivilisation, vor allem aber Engströms Vorspielen auf der Geige. Turi missfällt dieser zivilisatorische Zug Majas, von dem er glaubt, dass er sie und ihn entfremdet hat, zutiefst. In einem Eifersuchtsanfall verbrennt er die von ihr mitgeführte Geige – ein Symbol für diese angenommene, zivilisatorische Entfremdung. Maja, von Turis Gewaltausbruch verängstigt und schockiert, macht sich daraufhin heimlich mit ihrem Kind fort und will zu ihrem Gatten zurückkehren. Auf der Flucht durch die Wildnis stößt sie auf die umherstreunenden Wölfe, von denen sie sich, schutzlos wie sie ist, bedroht fühlt. Dann geht ihr auch noch das mitgeführte Rentier abhanden. 
Im letzten Moment kann sie Zuflucht in einer engen Felsenhöhle finden. Als die Wölfe sie aufspüren, zündet Maja ein Reisigfeuer an und hält damit die Raubtiere zunächst ein wenig auf Abstand. Turi aber, der zu Recht vermutet, dass seine Tochter und das Enkelkind zu ihrem Mann heimkehren wollten, sucht Dr. Engström auf, der auf diesem Weg erfährt, dass seine Frau und seine Tochter noch leben. Beide machen sich nun auf die Suche nach Maja mit Kind. Das letzte Holz ist verbrannt, und bald ist kein Feuer mehr da, das die Wölfe zwischen ihnen und den beiden Menschen trennt. Als die ersten Tiere angreifen wollen, krachen Schüsse. Maja und ihre Tochter sind gerettet und kehren mit Engström heim. Turi weiß jetzt, dass sich seine Tochter in guten Händen befindet, und kehrt in seine Heimat, die Wildnis mit ihren Rentieren, zurück.

## Produktionsnotizen
Turi, der Wanderlappe entstand wohl Anfang 1913, wie die im Freien gedrehten Schneeszenen des Films belegen. Der Film passierte die Zensur am 16. Mai 1913 und wurde mutmaßlich kurz darauf uraufgeführt. In Leipzig ist der 1124 Meter lange Vierakter ab dem Juni 1913 nachweisbar. In Österreich-Ungarn lief Turi, der Wanderlappe am 5. September 1913 an, in Dänemark am 24. April 1914.
Für den Dänen Alfred Lind, der am 14. Dezember 1912 einen Regievertrag mit der Deutschen Bioscop abgeschlossen hatte, war Turi, der Wanderlappe sein erster Film für diese Produktionsfirma.